# Never Shout Never
I Never Shout Never sono un gruppo musicale pop rock statunitense che si è formato nel 2007 a Joplin (Missouri) da un progetto del cantante e multistrumentista Christofer Drew. Dal 2018, i vari musicisti che si sono susseguiti nella formazione l'hanno abbandonata e il nome rappresenta il progetto discografico solista di Drew.

## Storia
Drew iniziò a comporre musica formando il gruppo "Never Shout Never" nel 2007, che si fece notare sul social network Myspace. Nel luglio 2008 pubblicarono The Yippee EP, dopo un'apparizione al programma Total Request Live, e avviarono un tour con i gruppi Ace Enders e Hellogoodbye. Nel 2009 cominciarono una serie di tour che lo portarono a partecipare al Bamboozle Roadshow. Nel maggio dello stesso anno la Warner Bros. Records mette sotto contratto il gruppo.
Hanno pubblicato il 26 gennaio 2010 il loro primo album What Is Love? prodotto da Butch Walker venendo candidati e successivamente vincendo il premio Breaking Woodie agli MTV Woodie Awards 2009.
Il 24 agosto 2010 hanno pubblicato il loro secondo album Harmony (prodotto da Butch Vig) che ha raggiunto la posizione numero quattordici della classifica ufficiale Billboard degli album più venduti negli Stati Uniti d'America. Nell'ottobre del 2010 il cantante in un'intervista con il Phoenix New Times dichiarò l'intenzione di modificare il nome del gruppo in 'Christofer Drew and the Shout', incentrando il progetto maggiormente sulla sua figura, ma il cambio di denominazione non avvenne.
Il 20 settembre 2011 è stato pubblicato il terzo album Time Travel, decisamente diverso dai precedenti lavori discografici: il frontman dichiarò di voler portare avanti questo suo progetto e questo preciso stile musicale con il gruppo. Nello stesso periodo, Christofer Drew pubblicò un EP come solista, dal titolo The Modern Racket, contenente tre tracce.
Nel 2012 uscì il quarto album in studio del gruppo, dal titolo Indigo. Il loro stile musicale variò nuovamente, anche se leggermente, venendo influenzata dalla musica indiana. L'anno successivo, il gruppo tornò al precedente stile con l'album Sunflower, dove unirono brani inediti alla rielaborazione di alcune degli album precedenti. I testi risultavano malinconici ma allo stesso tempo allegri.
Nel 2014 un nuovo album, Recycled Youth Vol. 1, fece pensare seriamente che il gruppo avesse quasi nostalgia dei tempi passati: l'album è una completa rielaborazione di canzoni degli album e di alcuni EP precedenti, rivisitati in chiave malinconia ma dolce, quasi come se parlassero di sogni ormai lontani e svaniti.
Nel 2015 fu prodotto un nuovo album, dalle sonorità maggiormente vitali e appassionate, Black Cat.

## Discografia

### Album in studio
- 2010 - What Is Love? (Sire)
- 2010 - Harmony (Sire)
- 2011 - Time Travel (Sire)
- 2012 - Indigo (Loveway Records)
- 2013 - Sunflower (Loveaway)
- 2015 - Recycled Youth Vol. 1 (Sire)
- 2015 - Black Cat (Sire)
- 2020 - Unborn Spark (Kymica Records)

### Album dal vivo
- 2010 - Never Shout Never & The Maine (Warner Records)
- 2011 - Love (Live) (Autoprodotto)
- 2011 - To Pick a Town Up (Autoprodotto)

### Raccolte
- 2011 - Year One (Autoprodotto)

### EP
- 2008 - Demo-shmemo (Autoprodotto)
- 2008 - The Yippee EP (Loveaway)
- 2009 - Me & My Uke (Loveaway)
- 2009 - The Summer EP (Loveaway)
- 2009 - Never Shout Never (Sire)
- 2010 - Melody (Sire)
- 2013 - Acoustic EP (Loveaway)
- 2013 - The Xmas EP (Loveaway)
- 2016 - Advent of Violett Soul (Autoprodotto)

### Singoli
- 2008 - Big City Dreams
- 2008 - Trouble
- 2009 - Happy
- 2009 - 30 Days
- 2009 - What Is Love
- 2010 - I Love You 5
- 2010 - Seewhatweseas
- 2010 - Can't Stand It
- 2010 - Coffee and Cigarettes
- 2010 - CheaterCheaterBestFriendEater
- 2010 - Lovesick
- 2011 - Time Travel
- 2011 - Simplistic Tranche-Live Gateway
- 2012 - Small Town Girl
- 2012 - Till the Sun Comes Up
- 2015 - Hey! We Ok
- 2016 - Red Balloon
- 2021 - Easy Swagger
- 2022 - Sunny Day

## Formazione
- Christofer Drew - voce, chitarra, basso, ukulele, violino, percussioni, piano, tastiere, sintetizzatori, programmazione, banjo, armonica (dal 2007)

Ex componenti
- Caleb Denison - chitarra, batteria, percussioni, cori (2008-2011)
- Ian Crawford - chitarra, cori (2014-2015)
- Taylor Macfee - basso, cori (2008-2016)
- Hayden Kaiser - percussioni, cori, batteria, chitarra (2009-2018)
- Dustin Dobernig - pianoforte, percussioni, tastiere, violino (2009-2011)
- Nathan Ellison - batteria, percussioni (2008-2011)
- Tof Hoglen - tastiere (2016-2018)